# Trasamund
Trasamund var kung av Vandalriket i Nordafrika mellan år 496 och 523. Han efterträdde sin äldre bror Gunthamund. I motsats till sina företrädare förföljde han inte de icke arianska kristna utan försökte istället få dem att konvertera genom att erbjuda dem belöningar. När hans första hustru dog gifte han sig med Amalafrida, syster till den ostrogotiske kungen Theoderik den store vilket gav honom en stark allierad samt staden Lilybaeum på västra Sicilien. Under Trasamund fortsatte dock vandalriket att försvagas efter ett stort nederlag mot morerna/berberna. När han efter 27 år på tronen dog efterträddes han av sin kusin Hilderik.